# 1533

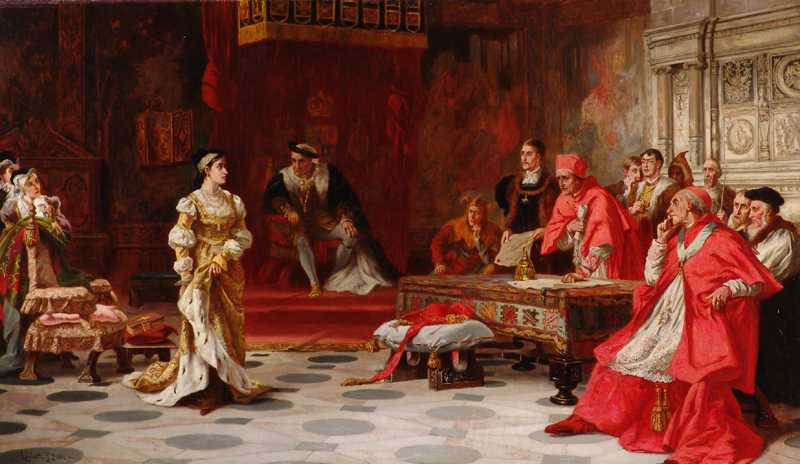
Het huwelijk van Hendrik VIII en Catharina van Aragon wordt onwettig en ontbonden verklaard

Het jaar 1533 is het 33e jaar in de 16e eeuw volgens de christelijke jaartelling.

## Gebeurtenissen
januari
- 25 - Hendrik VIII van Engeland gaat een geheim huwelijk aan met Anna Boleyn.

februari
- 18 - Stichting van de orde der Barnabieten.

maart
- 30 - Thomas Cranmer wordt de eerste Anglicaanse aartsbisschop van Canterbury.

mei
- 23 - Thomas Cranmer verklaart het huwelijk tussen Hendrik VIII en Catharina van Aragon ontbonden.

juni
- 1 - Pedro de Heredia sticht Cartagena.
- 22 - Sultan Süleyman I en keizer Ferdinand I sluiten vrede. Ze verdelen Hongarije in drie delen: Ferdinand krijgt het westen en noorden, de sultan het Hongaarse kernland en de Hongaarse edelman Johan Zápolya krijgt Transsylvanië.

juli
- 11 - Paus Clemens VII verklaart Hendrik VIII geëxcommuniceerd tenzij hij Catharina van Aragon weer als zijn vrouw aanneemt.

oktober
- 14 - Slag bij Jemmingen: Gelderse hulptroepen van Balthasar Oomkens van Esens verslaan een numeriek grote Oost-Friese legermacht. Balthasar keert terug als heerser over Harlingerland, zij het als leenman van Gelre.
- oktober - De Franse kroonprins Hendrik huwt Catharina de' Medici.

november
- 1 - Johannes Calvijn vlucht uit Parijs.
- 15 - Francisco Pizarro bereikt en verovert Cuzco.

zonder datum
- Generaal Nguyen Kim kroont Le Trang Tong tot keizer van Vietnam en sticht daarmee de gerestaureerde Le-dynastie.
- Begin van de drooglegging van het Achtermeer, de eerst bekende droogmakerij in de Nederlanden.
- Photisarat I verplaatst de hoofdstad van Lan Xang van Luang Prabang naar Vientiane.
- Na de dood van Filips I van Baden wordt het markgraafschap Baden verdeeld in Baden-Durlach onder Ernst en Baden-Baden onder Bernhard III
- De Spanjaarden sluiten vrede met de Taíno opstandeling Enriquillo, waarbij de indianen op Hispaniola bepaalde rechten toegekend krijgen.
- Diego Becerra ontdekt Baja California.
- Hendrik VIII van Engeland voert de Buggery Act in, die sodomie verbiedt.
- De heerlijkheid Bergen op Zoom wordt verheven tot markizaat.
- Huwelijk van Francesco II Sforza met Christina van Denemarken.
- Khair ad-Din bouwt een grote oorlogsvloot in Constantinopel.
- De gouden florijn wordt afgeschaft.

## Beeldende kunst

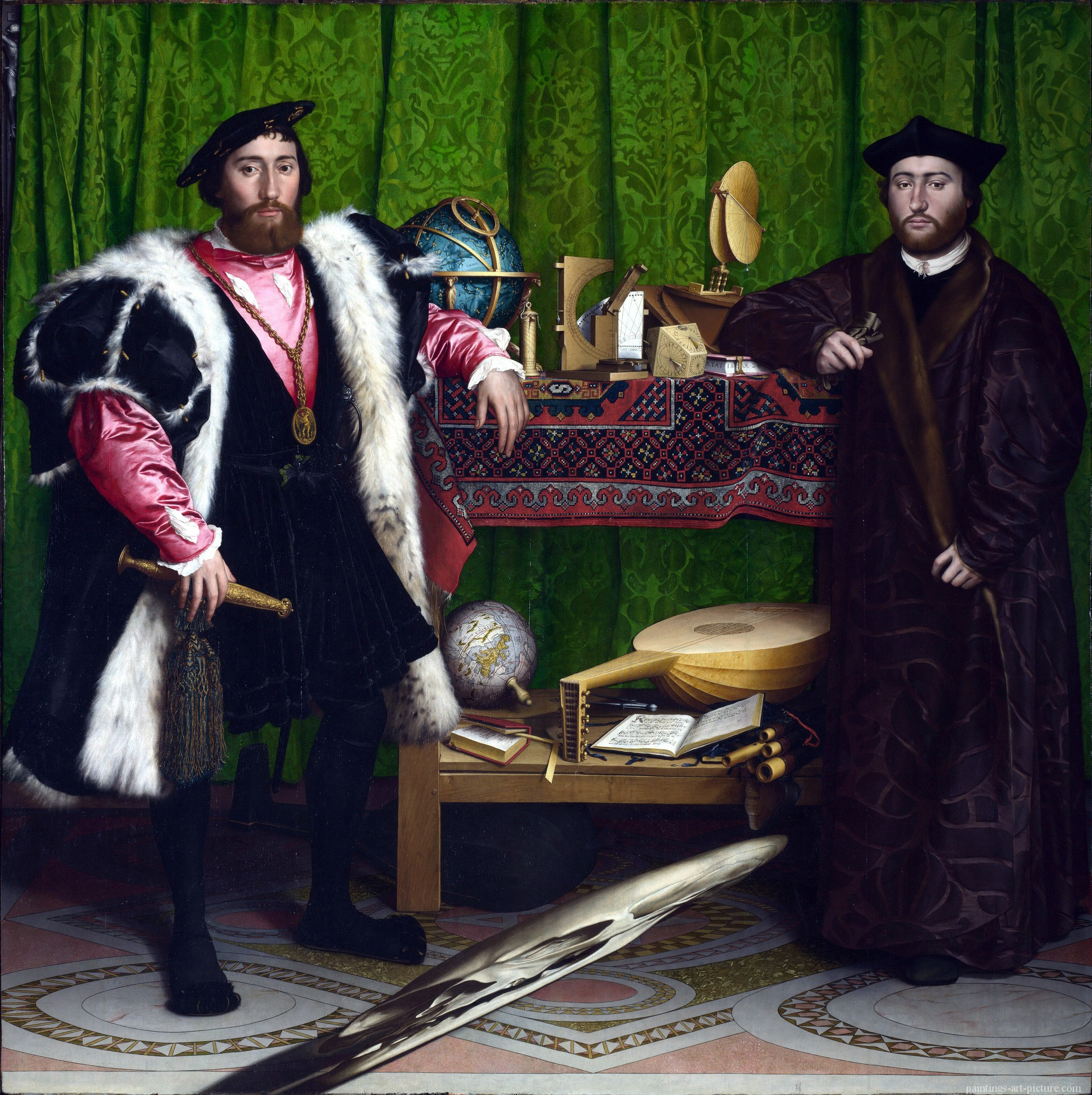
Hans Holbein de Jongere: De ambassadeurs
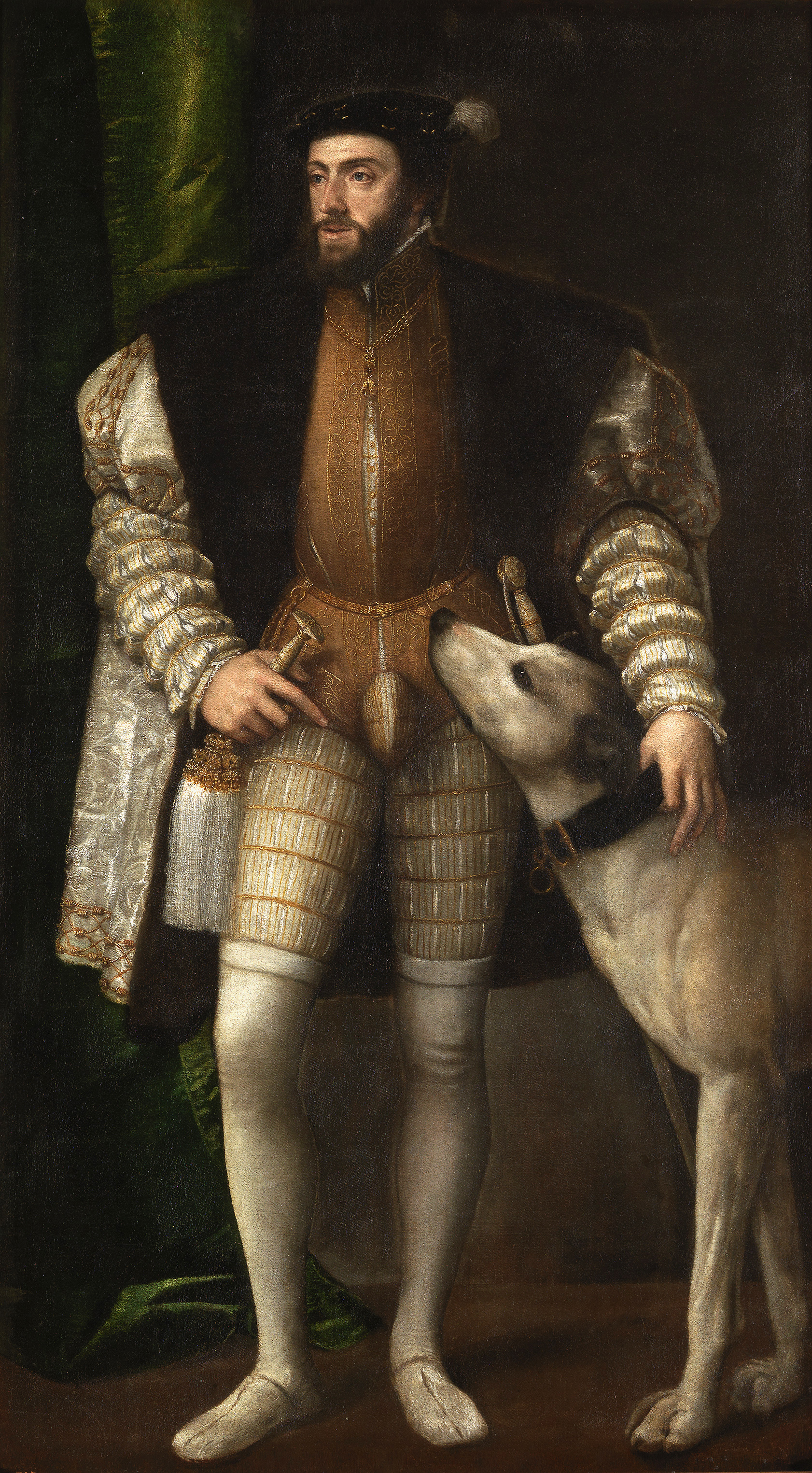
Titiaan: Portret van Karel V met zijn hond
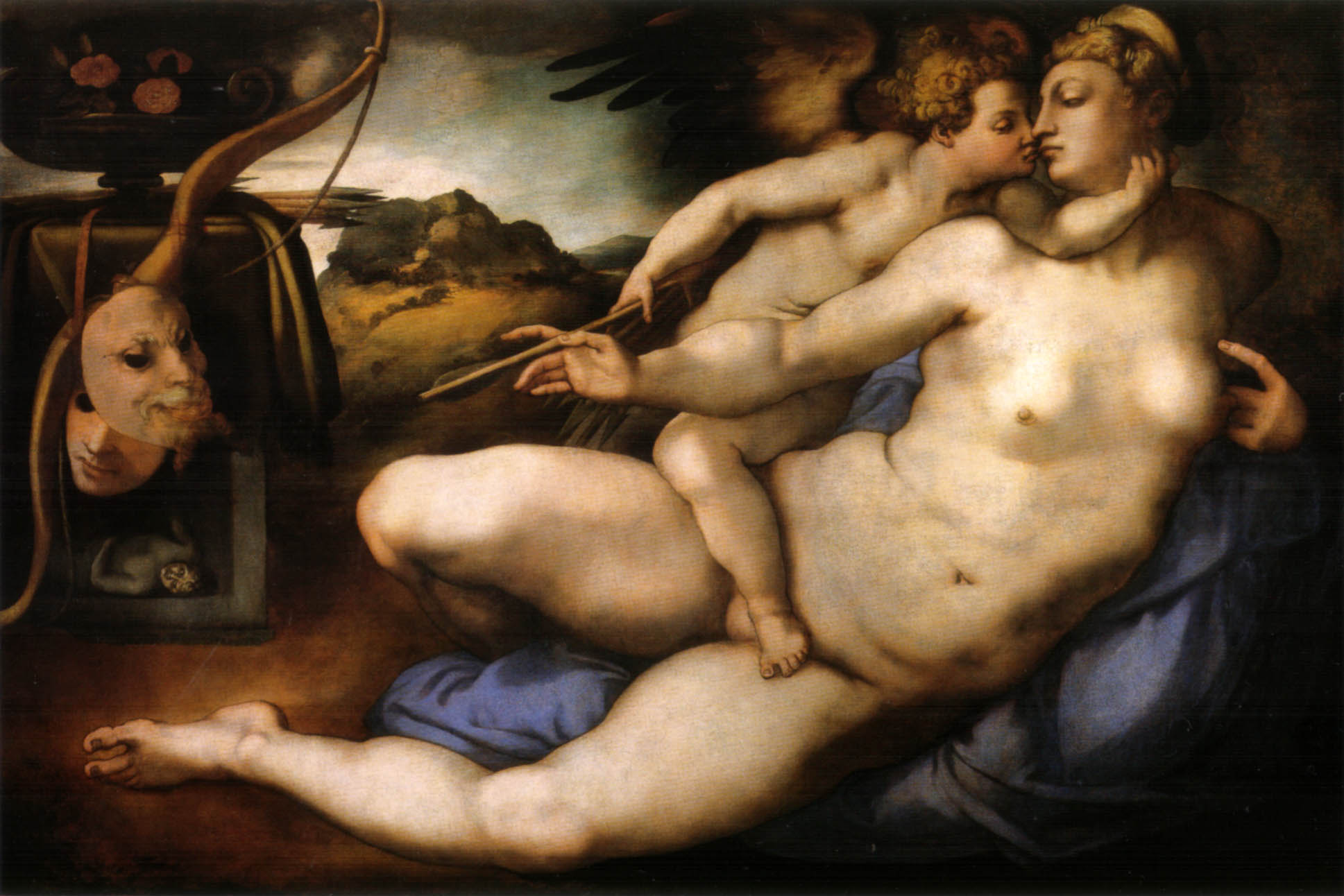
Jacopo Pontormo: Venus en Cupido
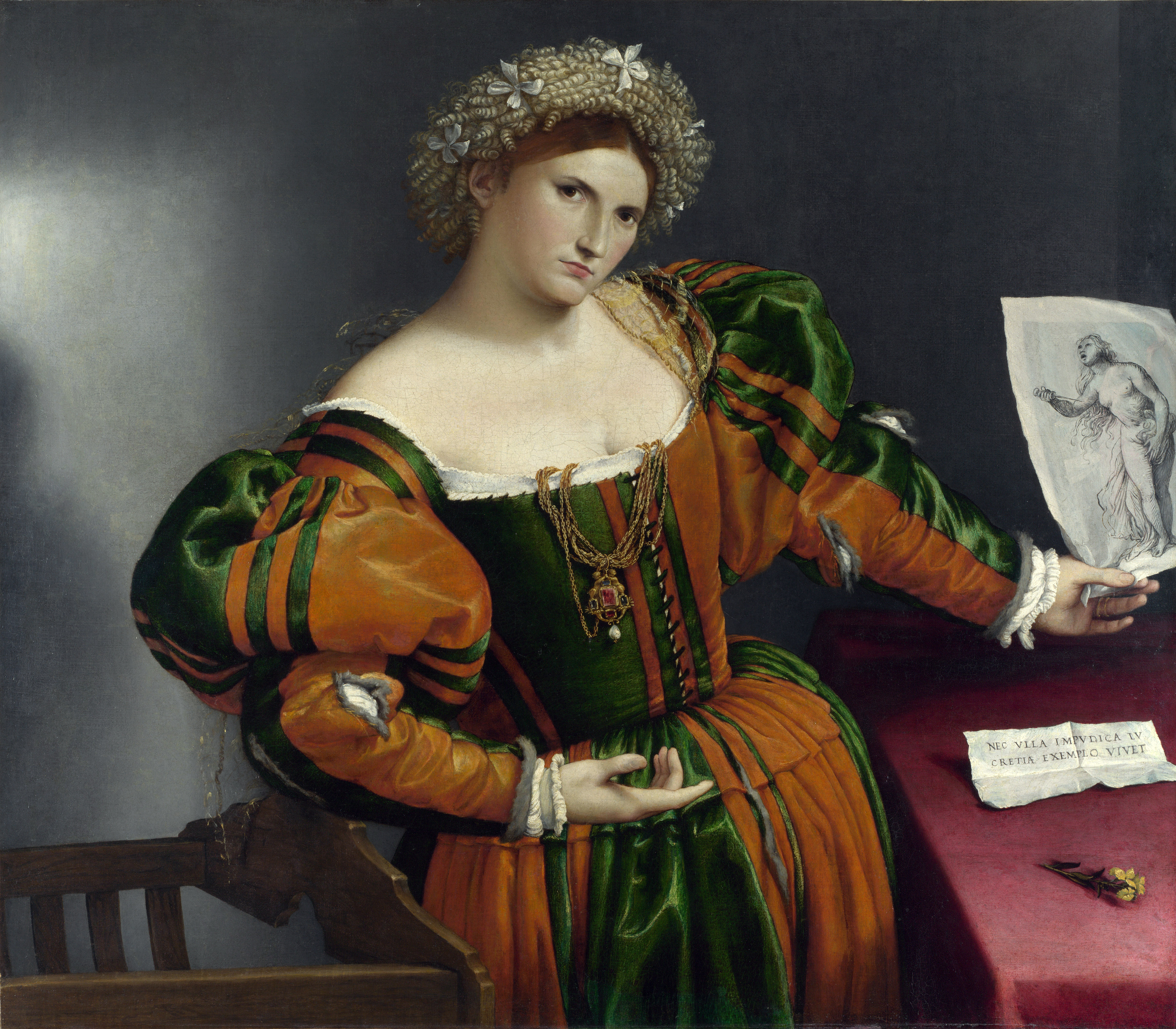
Lorenzo Lotto: Portret van een vrouw

## Opvolging
- Ayutthaya - Borommaracha IV opgevolgd door Ratchadathiratkuman, op diens beurt opgevolgd door Chairacha
- aartsbisschop van Canterbury - Thomas Cranmer als opvolger van William Warham
- Generalitat de Catalunya - Francesc Oliver de Boteller opgevolgd door Dionís de Carcassona
- Incarijk - Atahualpa opgevolgd door Túpac Huallpa
- Mirandola - Gian Francesco II Pico della Mirandola als heer opgevolgd door Galeotto II Pico della Mirandola als graaf
- Moscovië - Vasili III opgevolgd door zijn zoon Ivan IV onder regentschap van diens moeder Elena Glinskaya
- Nemours en Genève - Filips opgevolgd door zijn zoon Jacob
- Sleeswijk - Frederik I van Denemarken opgevolgd door zijn zoon Christiaan III van Denemarken

## Afbeeldingen

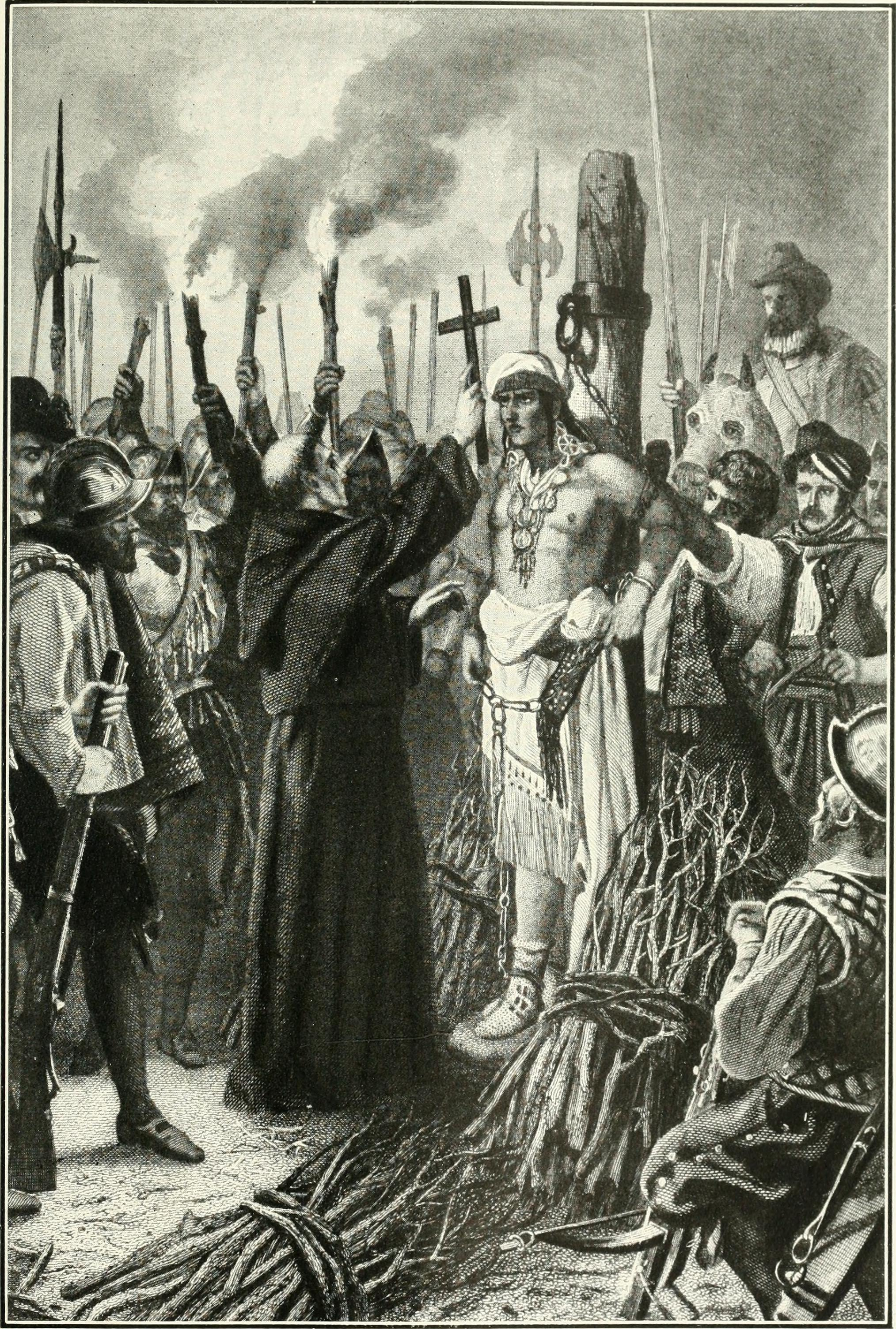
executie van Atahualpa
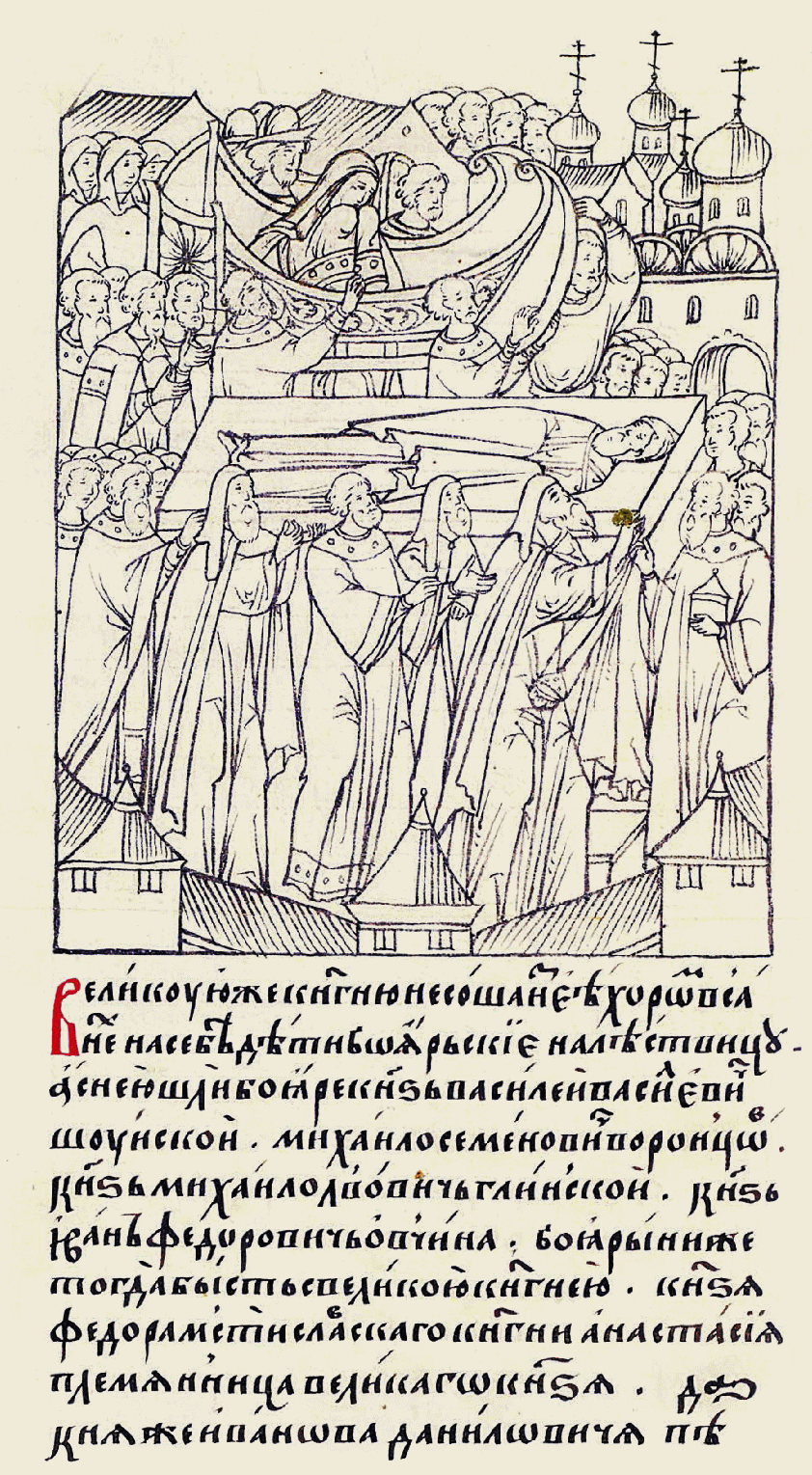
begrafenis van Vasili III
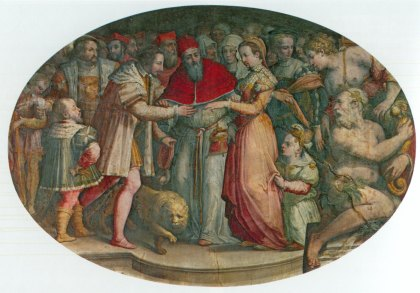
Huwelijk van Hendrik II en Catharina de' Medici
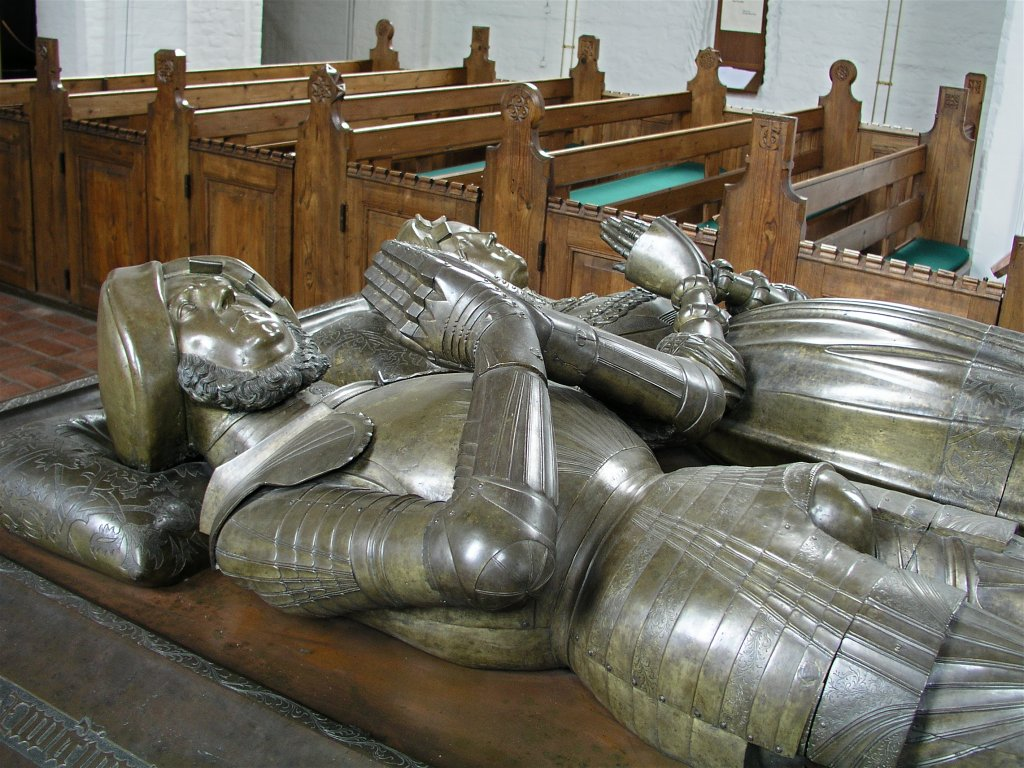
graftombe van Frederik I van Denemarken
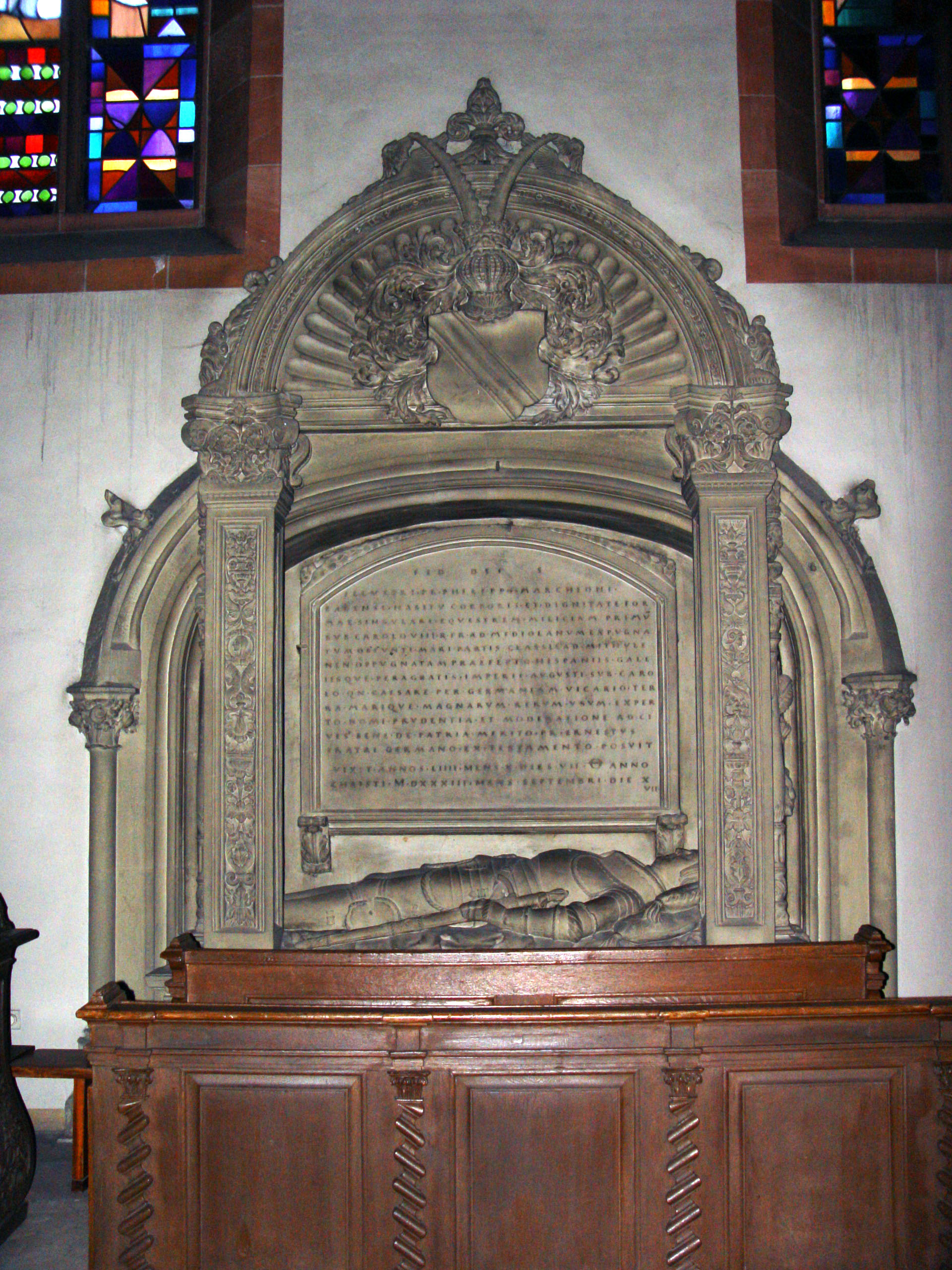
graf van Filips I van Baden
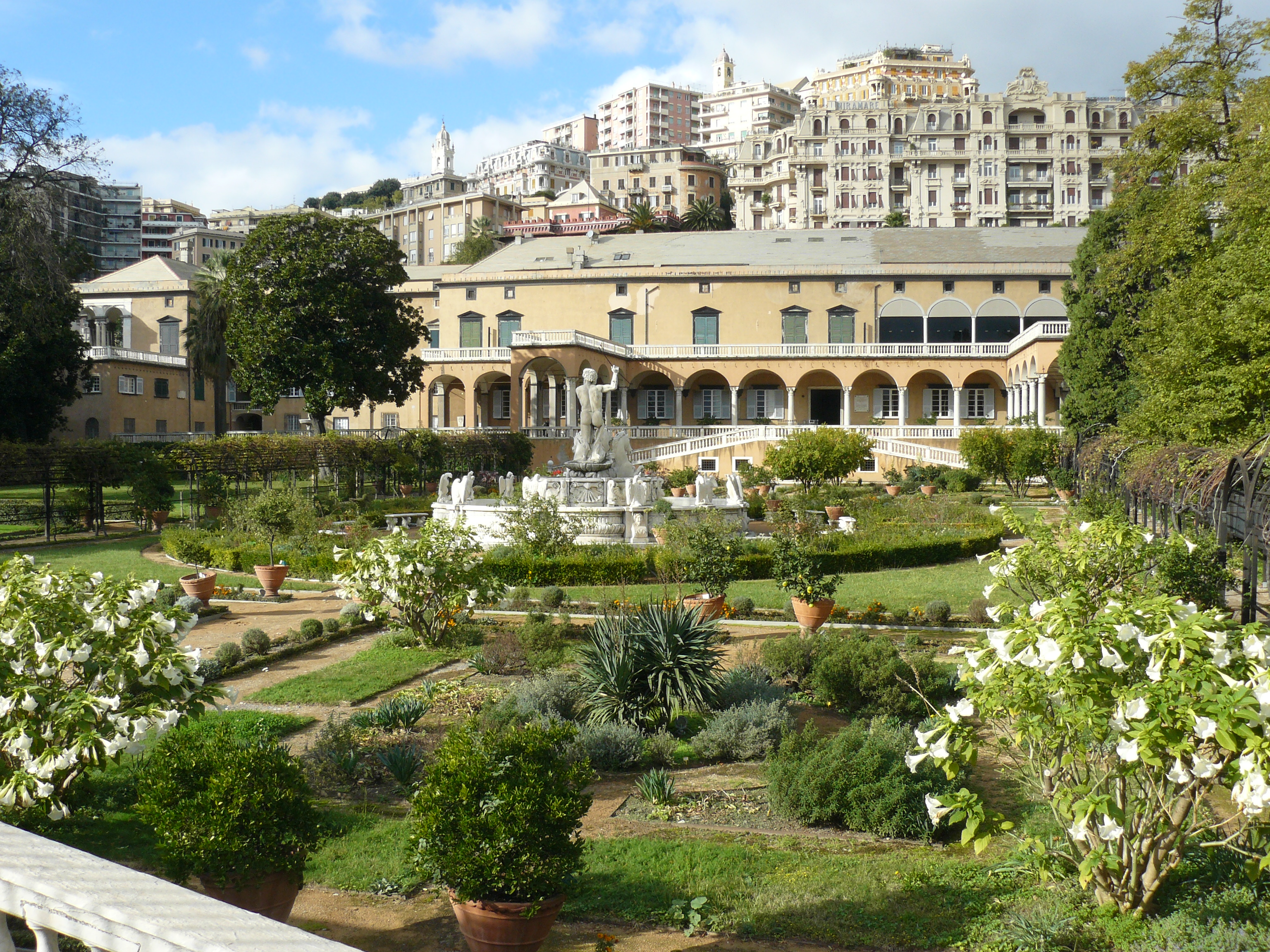
Villa del Principe, Genua (voltooid 1533)
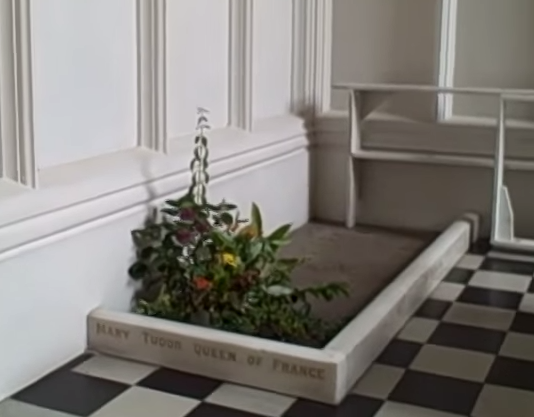
graf van Maria Tudor

## Geboren
- 28 februari - Michel de Montaigne, Frans filosoof
- 10 maart - Francesco III Gonzaga, hertog van Mantua en markgraaf van Monferrato
- maart - Anna van Egmond, Noord-Nederlands edelvrouw, echtgenote van Willem van Oranje
- 5 april - Giulio della Rovere, Italiaans edelman en kardinaal
- 24 april - Willem van Oranje, Duits-Nederlands staatsman
- 1 mei - Catalina Tomàs, Spaans mystica
- 2 mei - Filips II van Brunswijk-Grubenhagen, Duits edelman
- 3 mei - Cheng Dawei, Chinees wiskundige
- 4 juni - Hendrik van Brunswijk-Dannenberg, Duits edelman
- 7 september - Elizabeth I, koningin van Engeland (1558-1603)
- 11 september - Karel Rym, Zuid-Nederlands jurist
- 15 september - Catharina van Oostenrijk, echtgenote van Sigismund II August van Polen
- 27 september - Stefanus Báthory, vorst van Transsylvanië, koning van Polen en grootvorst van Litouwen (1571/1575/1576-1586)
- 22 november - Alfonso II d'Este, hertog van Ferrara (1559-1597)
- 13 december - Erik XIV, koning van Zweden (1560-1568)
- Oudard de Bournonville, Zuid-Nederlands militair
- Cornelis Cort, Noord-Nederlands graveur
- Pierre de Gondi, Frans kardinaal
- Cesare I Gonzaga, Italiaans edelman
- Pieter Hellynck, Zuid-Nederlands abt
- Johan Baptista Houwaert, Zuid-Nederlands toneelschrijver
- Christiaan Kruik van Adrichem, Noord-Nederlands geestelijke
- Antoon II van Lalaing, Zuid-Nederlands edelman
- Johannes Molanus, Zuid-Nederlands theoloog
- Karel van Sint-Omaars, Zuid-Nederlands botanist
- Robert Stewart, Schots edelman
- Diego Valadés, Spaans missionaris
- Diego Vázquez de Mercado, Spaans prelaat
- Anthonie Blocklandt van Montfoort, Noord-Nederlands kunstschilder (jaartal bij benadering)
- Jacob van Foreest, Nederlands geestelijke (jaartal bij benadering)
- Andrea Gabrieli, Venetiaans componist (jaartal bij benadering)
- Francis Walsingham, Engels diplomaat (jaartal bij benadering)

## Overleden
- 31 januari - Ludovica Albertoni (~59), Romeins edelvrouw en filantroop
- 10 april - Frederik I (61), koning van Denemarken en Noorwegen (1523-1533)
- 13 april - Jancko Douwama (~50), Fries politicus
- 18 mei - Johan III van Wied-Runkel, Duits edelman
- 25 mei - Augustijn van Teylingen, Noord-Nederlands politicus
- 25 juni - Maria Tudor, echtgenote van Hendrik VIII van Frankrijk
- 6 juli - Ludovico Ariosto (58), Italiaans schrijver
- 26 juli - Atahualpa (~31), Incakeizer (1532-1533)
- 6 september - Jacopo Salviati (71)
- 17 september - Filips I van Baden (53), Duits edelman
- 20 september - Nicolas Liégeois, Zuid-Nederlands componist
- 25 oktober - Filips van Savoye-Nemours (~43), Savoyaards edelman en prelaat
- november - Pieter Gillis (47), Zuid-Nederlands humanist
- 3 december - Vasili III (54), grootvorst van Moskou (1505-1533)
- Juan de Ampiés, Spaans koloniaal bestuurder
- Borommaracha IV, koning van Ayutthaya (1529-1533)
- Johan George (~45), markgraaf van Monferrato
- Lucas van Leyden (~39), Noord-Nederlands kunstschilder en graveur
- Jacob Cornelisz. van Oostsanen, Noord-Nederlands kunstschilder
- Ratchadathiratkuman (~4), koning van Ayutthaya (1533)
- Simon Robert, Zuid-Nederlands geestelijke
- Túpac Huallpa, Incakeizer (1533)
- Johan VII Schellaert van Obbendorf, Limburgs edelman
- Veit Stoss, Pools-Duits beeldhouwer
- Pieter van Edingen, Zuid-Nederlands tapijtwever (jaartal bij benadering)
- Meester van Frankfurt, Zuid-Nederlands kunstschilder (jaartal bij benadering)